# Eliminatoria al Campeonato Africano Sub-20 de 2013
La Eliminatoria al Campeonato Juvenil Africano de 2013 fue la fase previa que disputaron las selecciones juveniles de África para poder clasificar a la fase final del torneo que se disputó en Argelia, la cual otorgaba 4 plazas para la Copa Mundial de Fútbol Sub-20 de 2013.
La eliminatoria constó de 3 rondas de eliminación directa ida y vuelta, en donde los vencedores de la segunda ronda clasificaron a la fase final del torneo junto al anfitrión Argelia.

## Ronda preliminar
| Equipo 1                 | Agr. | Equipo 2     | Ida | Vuelta |
| ------------------------ | ---- | ------------ | --- | ------ |
| Túnez                    | 5–3  | Libia        | 3–2 | 2–1    |
| Marruecos                | 7–2  | Mauritania   | 5–0 | 2–2    |
| Uganda                   | 5–1  | Mozambique   | 4–0 | 1–1    |
| República Centroafricana | w/o  | RD Congo     | —   | —      |
| Chad                     | 3–5  | Sierra Leona | 2–3 | 1–2    |
| Namibia                  | 1–4  | Ruanda       | 0–2 | 1–2    |
| Níger                    | 6–1  | Liberia      | 3–0 | 3–1    |
| Tanzania                 | 4–3  | Sudán        | 3–1 | 1–2    |
| Zimbabue                 | 5–1  | Botsuana     | 4–0 | 1–1    |

## Primera ronda
| Equipo 1     | Agr.    | Equipo 2        | Ida  | Vuelta |
| ------------ | ------- | --------------- | ---- | ------ |
| Egipto       | 3–0     | Kenia           | 0–0  | 3–0    |
| Congo        | 2–2 (a) | Sudáfrica       | 2–1  | 0–1    |
| Benín        | 3–0     | Costa de Marfil | 3–01 | 0–0    |
| Guinea       | 2–2 (a) | Burkina Faso    | 2–1  | 0–1    |
| Túnez        | 2–3     | Gabón           | 2–2  | 0–1    |
| Marruecos    | w/o2    | Gambia          | 4–0  | —      |
| Uganda       | 3–4     | Ghana           | 3–1  | 0–3    |
| RD Congo     | 3–0     | Mauricio        | 3–0  | 0–0    |
| Sierra Leona | 1–3     | Camerún         | 1–1  | 0–2    |
| Ruanda       | 2–4     | Malí            | 2–1  | 0–3    |
| Níger        | 3–4     | Senegal         | 3–2  | 0–2    |
| Tanzania     | 1–4     | Nigeria         | 1–2  | 0–2    |
| Zimbabue     | w/o3    | Angola          | 0–1  | —      |
| Lesoto       | w/o4    | Zambia          | —    | —      |

1 El partido de ida fue pospuesto para el 5 de agosto.

2 Gambia abandonó el torneo luego de jugar el partido de ida.

3 Zimbabue abandonó el torneo luego de jugar el partido de ida.

4 Lesoto abandonó el torneo.

## Segunda ronda
| Equipo 1     | Agr. | Equipo 2  | Ida | Vuelta |
| ------------ | ---- | --------- | --- | ------ |
| Egipto       | 2–1  | Angola    | 2–1 | 0–0    |
| Sudáfrica    | 2–4  | Nigeria   | 1–1 | 1–3    |
| Benín        | 4–1  | Senegal   | 3–1 | 1–0    |
| Burkina Faso | 2–4  | Gabón     | 2–2 | 0–2    |
| Ghana        | 5–4  | Marruecos | 4–1 | 1–3    |
| Camerún      | 3–4  | RD Congo  | 2–0 | 1–4    |
| Zambia       | 2–5  | Malí      | 2–2 | 0–3    |

## Clasificados al Campeonato Juvenil Africano
| - Argelia (anfitrión) - Benín - República Democrática del Congo - Egipto | - Gabón - Ghana - Malí - Nigeria |